# Conescharellina perculta
Conescharellina perculta är en mossdjursart som beskrevs av Bock och Cook 2004. Conescharellina perculta ingår i släktet Conescharellina och familjen Biporidae. Inga underarter finns listade i Catalogue of Life.